# Nefisa Mkhabela
Nefisa Tarisca Mkhabela (* 5. April 2001 in Soweto) ist eine südafrikanische Schauspielerin.

## Leben und Karriere
Mkhabela wurde am 5. April 2001 in Soweto geboren. Sie besuchte die Greenside High School und studierte anschließend Rechtswissenschaften an der Universität Johannesburg. Ihr Debüt gab sie 2018 in der Serie Unmarried Wives.  Außerdem übernahm sie 2021 eine Hauptrolle im Film Ispaza Sasekhaya. Im selben Jahr trat sie in der Serie House of Zwide auf. 2024 spielte Mkhabela die Hauptrolle im Losing Lerato 2. Unter anderem wurde sue für die Serie Kleva-ish gecastet.

## Filmografie
Filme
- 2023: Kleva-ish
- 2024: Losing Lerato 2
- 2024: How to ruin love

Serien
- 2018: Unmarried Wives
- seit 2021: House of Zwide

## Auszeichnungen

### Gewonnen
- 2024: Royalty Soapie Awards in der Kategorie „Outstanding Newcomer“[5]

### Nominiert
- 2024: National Film and TV Awards in der Kategorie „Best New Comer“[6]